# Β世代
β世代（ベータせだい）、ジェネレーションβ（英: Generation Beta）は、明確な定義は定まっていないが、2020年代中期頃（2025年前後）から2030年代に誕生する世代の名称である。この世代はα世代（アルファ世代）の次の世代に相当することから、ギリシア文字のアルファベット順でαの次の文字に相当する「β」（ベータ）を冠して呼ばれる場合がある。β世代はZ世代またはα世代前半の世代の子供に当たる世代である。β世代は、全ての人々が21世紀に生まれる世代としてはα世代に続いて2番目になる。

## 特徴
β世代は人工知能 (AI)が生活の一部である「AIネイティブ」となる。また、ディープフェイクが出回る中で生まれ育つ最初の世代であり、現実の世界を探索することに関心を持たなくなるという予測も立てられている。この他、人工知能により、漫画のキャラクターが現実世界の人間と双方向の会話を行うことができるようになるため、β世代は漫画のキャラクターとも友達になることの可能な世代であり、新型コロナウイルス感染症の世界的流行のすぐ後に生まれる世代であるため、平和な時代に生まれ育つ幸福な世代となるとも予測されている。

## 語源・語史
「β世代」という名称は、ギリシア文字を用いた世代の命名パターンにより、α世代の次に該当することに由来する。この命名パターン自体は、アメリカ合衆国においてハリケーンを命名する際に、最初はAからZの26文字のアルファベットから始まる個人名を使用し、27個目からはアルファ、ベータのようにギリシア文字の名称をそのままハリケーンに命名するという、2020年まで使われていた手法から取ったもので、アルファベットの最後の文字「Z」を使ったZ世代より後の世代の命名方法として使われるようになった。この世代はおおよそ15年周期で次の世代へと移り変わり、α世代の次の世代であるβ世代は2025年前後から2039年前後までに生まれる世代を指すことになる。β世代が生まれ始める前の段階でβ世代に関する論争は始まっている。2021年には、β世代と呼ばれることになる人々について「まだ生まれてもいないのだが、可哀想だと感じる」と述べたZ世代による投稿が話題となった。2023年にはTikTokで、「あと少しすると自分の子供がβ世代になってしまうので人生の計画を変更する必要がある」と主張したZ世代の女性の投稿が300万回以上閲覧されている。このことから、大多数の人々はβ世代の呼称はα世代より非常に印象が薄いと考えていることが窺える。
β世代にとって、AIは生活に不可欠なものとなることから、「アーティフィシャルズ」（英: Artificials）や「アーティフィシャル・ジェネレーション」（英: artificial generation、直訳すると「人工的な世代」となる）とも呼ばれる。